# The Towers of Avarice
The Towers of Avarice is het tweede album van Zero Hour, uitgebracht in 2001 door Sensory.

## Track listing
1. The Towers of Avarice – 7:52
2. The Subterranean – 4:11
3. Strategem – 8:06
4. Reflections – 3:56
5. Demise and Vestige – 15:47
6. The Ghosts of Dawn – 5:30

## Band
- Erik Rosvold - Zanger, toetsenist
- Jasun Tipton - Gitarist, toetsenist
- Troy Tipton - Bassist
- Mike Guy - Drummer